# Vendays-Montalivet
 Vendays-Montalivet  es una población y comuna francesa, situada en la región de Nueva Aquitania, departamento de Gironda, en el distrito de Lesparre-Médoc y cantón de Lesparre-Médoc.Limita al norte con Grayan-et-l'Hopital y Vensac , al este con Queyrac y Gaillan-en-Médoc , al sur con Naujac-sur-Mer y al oeste con el océano Atlántico .   El centro balnéario de Montalivet se encuentra a 7 kilómetros a orillas del Océano Atlántico (playas vigiladas) en la Costa de Plata .
En 1950 se estableció el Centre hélio-marin Montalivet, el primer centro naturista contemporáneo.

## Demografía
| 1568 | 1630 | 1597 | 1636 | 1681 | 1827 | 2288 | 2548 |
| Para los censos de 1962 a 1999 la población legal corresponde a la población sin duplicidades (Fuente: INSEE [Consultar]) |      |      |      |      |      |      |      |